# Фасција (анатомија)
Фасција  (лат fascia, plural fasciae - трака) густо је неправилно везивно ткиво у виду траке или листа првенствено од колагена испод коже које окружује и повезује сваки мишић, чак и најмањи миофибрил, и сваки појединачни орган у телу. Фасција је раздвојена по слојевима, као површинска, дубока, висцерална и паријетална или утробна фасција, или по њеној функцији и анатомском положају. Фасције су сличним лигаментима и тетивама, јер имају колаген као главну компоненту, али се од њих разликују по свом положају и функцији. Лигаменти се припајају за две кости, тетиве се спајају с мишићима до кости, а фасције окружују мишиће и друге структуре.
Фасције које формирају континуитет у целом нашем телу, показала се као важан елемент у  држању тела и организацији покрета. Често се помиње и као наш орган форме.

## Дефиниција
Традиционално, реч фасција првенствено су користили хирурзи да опишу ткиво које се може сецирати у телу а које обухвата друге органе, мишиће и кости.
Недавно је дефиниција проширена и укључује сва мека ткива на бази колагена у телу, укључујући ћелије које стварају и одржавају екстрацелуларни матрикс. Нова дефиниција такође укључује и тетиве, лигаменте, бурзе, ендомизијум, перимизијум и епимизијум.

## Ембриологија
Фасција је присутна у ембриону још од 14. дана ембрионалног развоја, када почиње да има значајну улогу у раздвајању одређених група ћелија које тада почињу нагло да се деле. У начелу  сматра се да фасцијални систем потиче од слоја мезодерма подељеног током 2. недеље развоја током фазе гаструлације ембриона. Такође постоје неки докази да одређени фасцијални слојеви, посебно у врату грлића материце и лобање, потичу из ектодерма.
Деобом ћелија фасција ствара делове људског тела и непрестано се грана до формирања непрегледна густа мрежа која испуњава читаво наше тело.   
Друга улога фасције у ембрионалном развоју је да сачува ембрион током његовог развоја од механичких сила која делује унутар материце, па у том периоду ембрионалног развоја има архитектонску и заштитну улогу.

## Структура
Иако фасција може изгледати као пасивна структура она је у ствари активна, јер може пружити подршку околним ткивима, јер смањује трења и има улогу подршке за ткива и органе. Фасција може пренети механичку напетост изазвану мишићном активношћу или спољашњим силама, док се биомеханички регулаторни систем фасције тренутно и даље проучавају.
У здравом стању, фасција је опуштено и таласасто везивно ткиво које може изгубити своју савитљивост када је оштећено локалном траумом или упалом. Тада у њој може доћи до затезање фасцијалних слојева и ограничавање кретања основних ткива што доводи до бола, отежаног обима покрета или смањеног протока крви.
Посебна карактеристика фасције је да поседује снагу јер је чврсто напуњена сноповима колагена и чврсто умотана. Влакна су обично оријентисана у једном правцу тако да структура не постане лабава или опуштена. Фасција је прилично флексибилна и способна да се одупре напетости. Функција фасције зависи од њене локације.
У структури фасције која највише подсећа на шећерну пеnu, пронађене су ћелије глатких мишића. То указује да је фасција повезана са аутономним нервним системом. То објашњава:
- зашто је наше тело под стресом напрегнуто и зашто у тој ситуацији често патимо од болова у врату и леђима,
- зашто се након једноставног притиска на одређене тачке тела мишићи опуштају и зглобови ослобађају од стегнутости,
- зашто се психолошком припремом може постићи релаксација,
- зашто се у стресним околностима не морамо загревати како би направили максималне напоре.

Фасција је незаобилазан фактор неуромишином систему, јер се у њој налази највећи број механорецептора (сензори који су стално укључени и служе за контролу кретања и држања тела или телесну навигацију). 
Голџијев тетивни рефлекс, када је стимулисан лаганим истезањем, он шаље сигнале алфа моторним неуронима да смање количину и јачину импулса за мишићну контракцију и на тај начин се смањује мишићни тонус.  Поред  Гоџијевог тетивног рефлекса који је повезан са умањењем тонуса, у фасцији се налазе и:
- Пачинијева телашца, која служе за моторичку контролу,

- Руфинијева телашца која инхибишу симпатику и активност аутономног нервног система. Она су, одговорна  за понашање гама моторног система, и највише су стимулисана код деловања попречних сила, тако да класичним истезањем, уздужне силе, тај ефекат не може постићи.
- Интерстицијални механорецептори који утичу на промене у вазодилатацији, срчаном ритму, крвном притиску и дисању, јер су осетљиви на механичко напрезање и притисак (масажу).
- Интерстициални механорецептори се у огромном броју налазе у људском телу, има их ише него свих осталих рецептора заједно и стога представљају битан фактор.

Са оволиким бројем рецептора фасција представља највећи сензорни орган у људском телу. Механорецептори у фасцији утичу на гама моторне неуроне који су задужени за фино подешавање механорецептора (интрафузалног влакна) и одређују њихову осетљивост на истезање. Што је већи стрес механорецептори су осетљивији на истезање мишића, или делују као кочнице па је мишић  скраћен и самим тим способан да генерише мању силу. 
Дубоким и спорим притиском на мишићну фасцију можемо да ресетујемо гама моторни систем, оптимизујемо механорецепторе, опустимо мишиће и спремни смо за свој максимум.

## Функције фасције
Фасција је витално важно ткиво које се налази испод наше коже, покривајући га од мишића до костију . Скуп фасција тела чини фасциални систем, или активан, жив, отпоран и свеприсутан систем који обавља функције од великог значаја у кретању и метаболизму тела . Фасијални систем, поред учешћа у функцији подршке и кретању тела, учествује и у биомеханичким функцијама које се могу сврстати у: заштиту, формирање телесних одељака и омотача. Такође фасција учествује и у другим функција, као што су одржавању циркулације крви  и лимфе и производња колаген у процесу зарастања рана.  
Имајући у виду напред наведено може се закључити да правилно функционисање фасцијалног система пружа организму добро функционално стања, а самим тим и доброг здравља.  

### Механичке функције фасцијалног система

#### Заштитна функција
Систем фасција формира потпуну и непрекинуту заштитну мрежу по целом телу. која штити сваку од компоненти појединачно, и тиме пружа заштиту за све структуре на глобалном нивоу. Њена отпорност омогућава телу да одржи анатомски облик у различитим сегмената тела, чувајући свој првобитни облик.
Такође фасција представља прву баријеру против промене напетости изазване механичким ударима (унутрашњим и спољашњим), тако што делује као систем пригушења и дисперзије. Тим механизмом фасција чува интегритет структура које окружује и које механички штити. Ову функцију амортизације фасцији углавном омогућава својсто протеогликана, који дају вискоеластичну конзистенцију ткиву. С друге стране, протеогликан такође има способност да мења своју густину, и да никада не постане крут, чиме је у стању да делује против прекомерних напрезања и других механичких импулса који могу изненада да делују на тело.
Међу функцијама фасције је и подржавање и обликовање поткожног масног ткива, као и приањање коже на ту подлогу. Масно ткиво, обавијено фасциом, формира систем јастучића стратешки лоцираних у телу који играју важну улогу када је у питању апсорбовање дела механичких удара.

#### Улога у формирање одељака у телу
Како практично не постоји део тела који није покривен фасцијалним системом, она  окружује и одваја неке елементе од других: и анатомски их дели на одељке. Најбољи пример за то су одељци мишића на удовима, који нам при покретима омогућавају да ангажујемо мишићно деловање одређеног региона. Фасција такође претпоставља  и елемент интеграције свих телесних елемената јер је сваки слој или фасцијални део сједињен са другим, у тако формирајну континуирану мрежу која повезује цео организам у једну целину.
Компартменти формирани од фасцијалног система олакшавају рад мишића, омогућавајући формирање функционалних група и чине равни кретања по којима неки мишићи клизе преко других.
Такође фасција представља и систем раздвајања и заштите, спречавајући ширење инфекција из једног одељка у други.

#### Покровна  функција
Фасција чини неку врсту непрекидне мреже која покрива и повезује све елементе тела, што је од значаја за функционисање мишића и органа.
Мишићима фасција омогућава повезивање мишића формирајући функционалне групе, које истовремено и  функционално обједињава  са осталим анатомски одвојеним деловима  који су одвојени једни од других. Фасција пружа и осећај јединства целом локомоторном систему.
Еластичност фасцијалног система и његова локација која покрива све структуре тела омогућав  му да чини важан систем подршке и постуралне равнотеже . Сматра се да дисбаланс фасцијалног система значајно утиче на формирање постуралних компензација које временом стварају неодговарајуће навике које доводе до различитих патологија (нпр контрактура).

### Остале битне функције

#### Одређивање облика мишића и одржавање мишићне масе у оптималном функционалном положају
Ово својство  факције омогућава телу повећање механичке ефикасности покрета. У зависности од дистрибуције влакана, фасциални систем може ограничити опсег покрета на било ком нивоу или повећати снагу мишића пружањем бочног отпора како би се осигурала правилна функција мишића. У складу са захтевима сваког региона, фасцијални систем је увезан за скелетни систем , чинећи низ цеви и листова на различитим нивоима, који окружују структуре и дају им облик и просторну оријентацију. У већини случајева, оријентација влакана сваке од ових цеви и листова је усмерена у различитим правцима, тиме фасција не само  да штити већ и олакшава  одређене покрет, чинећи покрет чврстим, ефикасним, јаким и отпорним.

#### Суспензија
Свака компонента људског тела има прецизну локацију и без обзира на њену функцију, њену локацију одређује фасциални систем. Фасијски систем одржава унутрашњу и спољашњу кохезију сваке структуре тела, сједне стране фиксацијом са са друге стране, омогућавањем одређеног степена покретљивости. Ова мобилност је неопходна у процесу прилагођавања различитим препрекама.

#### Подршка и стабилност
Одржавање анатомског интегритета тела врши фасцијални систем. Фасција чини главни елемент стабилности зглобова  и обезбеђује кохерентност и правилно функционисање унутрашњих органа. Све то координира миофасцијална механика.

#### Очување телесне температуре и исхрана ткива
Површински фасциални систем учествује у процесу знојења, и помаже организму у одржавању константне телесне температуре. 
У фасцији се налази и велики део капиларне мреже који учествује у исхрани околних ткива.

#### Зацељивање рана
Фасијски систем након повред индукује зарастање рана, производњом колагена.

#### Хемодинамска координација
Васкуларни и лимфни системи се не могу одвојити од фасцијалног система. И венски и лимфни систем имају веома млохаву структуру и лако колабирају. Како функција полумаесечастих  или венских залистака није довољна за процес повратка крви у срце, фасција обично обезбеђује ову улогу делујући као периферна пумпа која олакшава повратак крви и лимфе у срце. Захваљујући чињеници да окружује мишиће и зидове крвних судова, фасција омогућава њихову непрекидну контракцију, што олакшава венски и лимфни повратак.
Међутим требало би имати у виду да је хемодинамска функција фасције у артеријама много мање важна, готово безначајна јер артерије имају релативно ригиднију структуру и имају сопствену пумпу (срце ) .

#### Комуникацијска улога
Сензорни нерви инервишу фасцијално ткиво. Дубока фасција у великој мери инервисана је са више подтипова сензорних нерава. Ово укључује, али није ограничено на, ноцицепторе, проприоцепторе, механорецепторе, терморецепторе и хеморецепторе.
Захваљујући сензорној инервацији фасцијално ткиво  је способно да преноси нервне и механичке импулсе, и обавештава  цело  тело о унутрашњим променама у организму везаним за одређено подручје било у стању болести или у стању здравља.

## Врсте
У анатомији се описују четири врсте фасција: површинска, дубока, висцерална и паријетална.

### 1. Површинска  фасција или хиподермис
Налази се непосредно испод коже па се назива и поткожна. Овај слој фасције је септиран и повезује кожу, поткожно ткиво и мишиће. У дебљини ове фасције гранају се крвни судови, лимфни и нерви.
Начелно се описује као скуп мембранозних слојева са лабаво упакованим испреплетеним колагеном и еластичним влакнима.
- Површна фасција је дебља у трупу него у удовима и постаје периферно тања .
- Површински слојеви фасције понекад могу укључивати мишићна влакна за стварање свих врста структура у телу. Неколико примера укључује мишић платизме на врату, спољашњи анални сфинктер и дартос фасцију у скротуму.
- Подтип површне фасције у абдомену је Скарпина фасција.

### 2. Дубока или мишићна фасција
Мишићна фасција, која се може се поделити на површну мишићну фасцију и дубоку мишићну фасцију или фасцију за задржавање и фасцију за уметање. Површна је попут мембрана која окружује мишић, одвајајући га од суседних мишића и раздвајајући их у функционалне групе. Тиме она спречава да се мишићи међусобно трљају и фаворизује њихову покретљивост. Дубока фасција истовремено укључује све мишиће различитих мишићних група сегмената који чине различите преграде или преграде у удовима.
Дубока фасција има тенденцију да буде високо васкуларизована и садржи добро развијене лимфне канале. У неким случајевима, дубока фасција може чак садржати слободне инкапсулиране нервне завршетке, као што су Руфинијева и Пачиинијева телашца.
Постоје два подтипа дубоке фасције:
Апонеуротска фасција
Апонеуротска, трансверзална или попречна фасција  која се формира у листове бисерно-белог влакнастог ткива за причвршћивање мишића којима је потребно широко подручје везивања. Апонеуроза се може истањити у тетиву и постати тачка порекла или уметања за друге мишиће. Неки примери апонеуротске фасције укључују фасцију удова, тораколумбалну фасцију и омотач ректуса.
Она је дебљи од два подтипа који се нормално лако одвајају од доњег мишићног слоја, а састоји се од два до три паралелна снопа колагених влакана.
На многим местима у телу, површински и дубоки фасциални слојеви апонеуротске фасције повезани су влакнастим септама и стварају мрежу повезивања која се плете између масних лобула који чине дубоки слој масног ткива.
Епимисијска фасција
- Такође познат као епимизијум, ово је омотач везивног ткива који окружује скелетни мишић и може се, у неким случајевима, повезати директно са периостом костију.
- Неке главне мишићне групе обавијене епимизијумом укључују мишиће трупа, велики пекторалис, трапезиус, делтоид и глутеус макимус.
- У просеку је тањи од 2 подтипа и чвршће је повезан са мишићем преко септа које продиру у мишићни слој.

### 3. Висцерална фасција или висцерални омотач
Она је густ, адвентивни слој висцералних површина, која окружује органе у шупљинама као што су трбух, плућа (плеура) и срце (перикард).

### 4. Паријетална фасција
Паријетална фасција је општи назив за ткива која облажу зид телесне шупљине непосредно изван паријеталног слоја серозе. Најчешће позната паријетална фасција налази се у карлици.

## Клинички значај

### Компартмент синдром
Компартмент синдром је стање у којем ткива унутар фасцијалног слоја доживљавају притисак који је већи од нормалног, што доводи до бола, бледила, губитка пулса и евентуалних парестезија. Компартмент синдром се може развити код морбидно гојазних пацијената или након повреда од пригњечења, тешких опекотина и повреда од удара. Дијагноза се може потврдити мерењем притиска унутар фасцијалног одељка помоћу уређаја за притисак, иако се клиничка процена често користи за одређивање дијагнозе. Притисак у компартменту од тридесет ммХг или више је патогномоничан за компартмент синдром. Код пацијената који развију компартмент синдром, лечење редовно укључује фасциотомију. Хитна фасциотомија се може урадити поред кревета. Фасциотомија је процедура у којој се компресујућа фасција сече како би се смањио притисак у одељку и омогућио мишићу да отекне, смањи притисак.

### Плантарна фасциопатија
Плантарна фасциопатија, или плантарни фасциитис, је уобичајена здравствена брига у општој популацији која резултира болом у инфериорној пети. Пацијенти могу да примају неинвазивне терапије као што су физикална терапија, ортозе, НСАИЛ, терапија зрачењем или терапија ударним таласима како би помогли у ублажавању симптома. Инвазивни третмани укључују локалне ињекције кортикостероида, ињекцију ботулинума, ињекцију плазме богате тромбоцитима и операцију.

### Некротизирајући фасциитис
Некротизирајући фасциитис је ретка и понекад фатална инфекција меког ткива која захтева хитну медицинску и хируршку интервенцију. Настаје као последица упале и некрозе на више слојева укључујући фасцију, мишиће, поткожно масно ткиво и накнадну некрозу коже изнад упале.
Хитни радикални хируршки дебридман некротичних ткива је стандардна и обавезна процедура.

### Ожиљци
Ожиљак се могу формирати из много различитих разлога, на пример након инфекције, операције, опекотина, посекотина ткива итд., и могу се појавити било где на телу.
Након ране долази до феномена реконструкције, са гранулацијом и пролиферацијом еластичних и везивних влакана како би се извршила што савршенија санација на месту оштећења ткива.
Овај систем реконструкције није савршен, тако да у одређеном броју случајева ожиљак изазива поремећаје, некад и патолошка стања која се манифестује иритативним појавама, или је седиште ожиљка фиксација што мења механику и физиологију људског тела.
Иритативни ожиљак може узроковати да везивно ткиво буде напето што, модификује његову структуру, пластичност и еластичност, а касније доводећи до промене у фасцијалној механици која може утицати на функционално стање региона.

### Адхезије и фиксације
Ткива и органи се нормално могу померати једно у односу на друго. Адхезије и фиксације су траке ткива сличне ожиљном ткиву, које се формирају између две површине, и међусобно их спајају тако да  ова померања нису могућа, што доводи до непокретности, дисфункције, али и тежих патолошких стања.
Адхезије и фиксације  уљудском организму су веома честе и бројне, јављају се врло лако, имају тенденцију да се увећавају са годинама. Могу бити последица ожиљка, упале, инфекције, иритације или повећања оптерећења у неком делу тела.